# Giacomo Meyerbeer
Giacomo Meyerbeer (Vogelsdorf pokraj Berlina, 5. rujna 1791. – Pariz, 2. svibnja 1864.) je bio njemački skladatelj. 
Rođen je u židovskoj obitelji u mjestu Vogelsdorfu pod imenom Yaakov Liebmann Beer. Meyer je bilo prezime njegove majke. Njegov brat je astronom Wilhelm Beer. 
U mladosti je studirao s Antoniom Salieriem. Veliki utjecaj na njega imala su Rossinijeva rana djela. Svoje ime Giacomo uzeo je pod talijanskim utjecajem. 
Afirmirao se najprije u Italiji, skladajući opere u talijanskom stilu ("Križar u Egiptu"), zatim u Parizu surađuje s libretistom E. Scribeom te stvara svoja glavna djela - francuske opere: "Robert vrag", "Hugenoti", "Prorok" i "Afrikanka". U Francuskoj je imao neposrednih sljedbenika (J.F.E. Halevy i dr.), a njegov utjecaj proteže se na Wagnera i Verdija, sve do Puccinija. 
Njegove opere bile su najpopularnije u XIX. stoljeću, no izvodile su se u XX. stoljeću. 